# Malick Mbaye
Malick Mbaye (* 6. April 2004 in Diohine) ist ein senegalesischer Fußballspieler, der beim FC Metz unter Vertrag.

## Karriere

### Verein
Mbaye spielte in seiner Jugend für den heimischen Verein AS Génération Foot. Dort gab er 2019 als 15-Jähriger sein Debüt in der CAF Champions League gegen al Zamalek SC (2:1) aus Ägypten und spielte die Saison 2021/22 auch in der Senegal Premier League. Im Februar 2023 folgte dann der Wechsel nach Europa zur damaligen Reservemannschaft des französischen Zweitligisten FC Metz. Am 6. Mai 2023 spielte er auch erstmals für dessen Profis gegen Chamois Niort (3:1) und am Ende der Spielzeit standen dort zwei Einsätze sowie der Aufstieg in die Ligue 1 zu Buche. In der Saison 2023/24 kam er auf fünf Ligaeinsätze. In der Hinrunde 2024/25 blieb er ohne Einsatz, ehe er im Februar 2025 für ein halbes Jahr an den SC Amiens verliehen wurde. Dort absolvierte er zwölf Spiele und sammelte acht Scorerpunkte.

### Nationalmannschaft
Bei der Afrikanischen Nationenmeisterschaft im Januar 2023 debütierte Camara für die senegalesische A-Nationalmannschaft, absolvierte alle sechs Turnierspiele und gewann am Ende das Finale durch einen 5:4 n.E.-Sieg über Algerien.

## Erfolge
- Afrikanische Nationenmeisterschaft: 2023